# Wade Barrett
Stuart Alexander "Stu" Bennett (Penwortham, 10 de agosto de 1980) é um ator, ex-lutador de luta livre profissional, e ex-pugilista inglês. Ele ficou mais conhecido pela sua passagem na WWE, sob o nome de ringue Wade Barrett.
Barrett venceu a primeira temporada do NXT em 2010 e fez sua estreia no Raw em junho daquele ano, como o líder do Nexus, composto pelos rookies restantes do NXT. Ele encabeçou cinco eventos pay-per-view durante o restante de 2010, disputando o Campeonato da WWE três vezes, e competiu também pelo Campeonato Mundial dos Pesos-Pesados no Elimination Chamber de 2011. Barrett mais tarde formou o Corre com ex-membros do Nexus e ganhou seu primeiro Campeonato Intercontinental, título que ele ganhou cinco vezes. Ele ainda se tornou no 20º vencedor do King of the Ring em 2015.

## Carreira no wrestling profissional

### Circuito independente
Bennett foi treinado por Jon Richie e Al Snow. Ele fez sua estreia profissional em Junho de 2004 entrando na 30-man Battle Royal da NWA sob o ring name de Stu Sanders. Sanders também lutou em alguns eventos da Dropkixx Wrestling.
Sanders também lutou para a Real Quality Wrestling, perdendo para o futuro WWE Champion Sheamus, então conhecido como Sheamus O'Shaughnessy, em 24 de Março de 2007 no York Hall em Bethnal Green, Londres.

### World Wrestling Entertainment/WWE (2010-2016)

#### Territórios de desenvolvimento

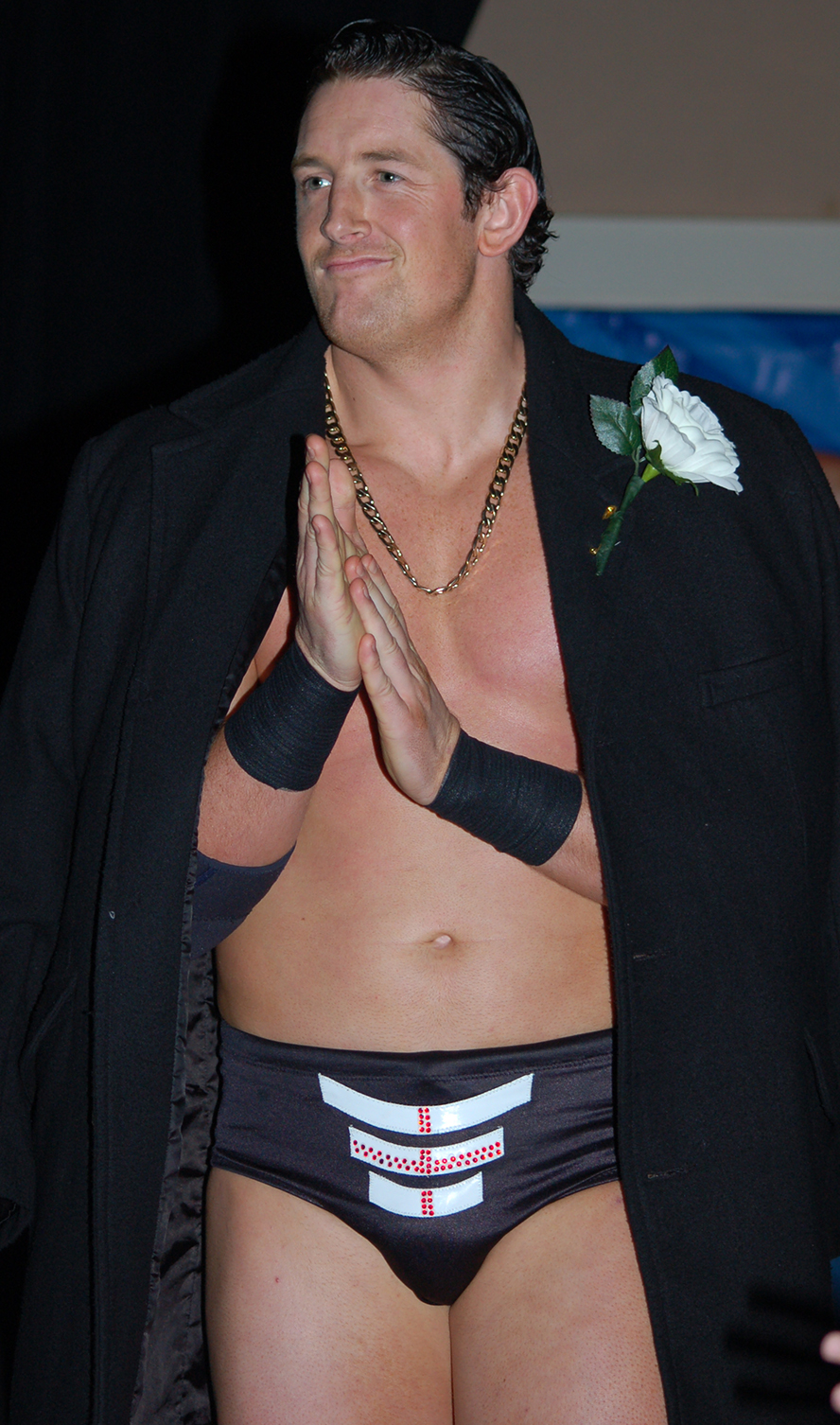
Barrett no Florida Championship Wrestling em 2010.

Em Outubro de 2007, Barrett assinou um contrato de desenvolvimento com a WWE e foi para a Ohio Valley Wrestling (OVW) com o ring name de Stu Sanders, e foi derrotado por Ace Steel em uma dark match, em sua estreia. Ele depois fez uma tag com Paul Burchill e começaram a competir em várias lutas contra os Major Brothers. Em 2 de Janeiro de 2008, Sanders e Burchill venceram Colt Cabana & Charles Evans em um torneio valendo o OVW Southern Tag Team Championship. Sanders & Burchill ficaram com o título por cerca de dois meses, quando perderam para Los Locos (Ramón e Raúl) em uma fatal four way tag team match que também tinha The Insurgency (Ali e Omar Akbar) e The Mobile Homers (Ted McNaler e Adam Revolver). Depois da WWE terminar seu relacionamento com a OVW como território de desenvolvimento, Sanders, junto com outros wrestlers, foi movido para a Florida Championship Wrestling(FCW).
Em 6 de Maio de 2008, Sanders e Drew McIntyre, conhecidos como The Empire, derrotaram The Puerto Rican Nightmares (Eddie Colón e Eric Pérez) vencendo o FCW Florida Tag Team Championship. Eles perderam o title para Nightmares no primeiro episódio televisionado da FCW. A tag acabou e Sanders mudou seu ring name para Lawrence Knight em 9 de Outubro de 2008. Em Agosto de 2009, Bennett teve seu ring name novamente mudado, para Bad News Barrett. Depois de Josh Mathews e Byron Saxton virarem comentaristas da ECW, Barrett começou a trabalhar como comentarista junto de Dusty Rhodes.

#### NXT e The Nexus (2010-2011)
Foi anunciado em 16 de fevereiro de 2010 que Barrett participaria da primeira temporada da WWE NXT, com Chris Jericho como seu mentor. Ele fez seu debut na NXT no primeiro episódio depois da vitória de Chris Jericho sobre Daniel Bryan. Barrett fez seu debut no ringue no episódio seguinte vencendo Bryan. Em 13 de Abril, Barrett venceu o desafio "talk the talk" e por isso ganhou uma própria música de entrada (theme). Em 11 de Maio, depois da eliminação de Daniel Bryan, Barrett estava na primeira colocação na Pros Poll. Em 1 de Junho de 2010, Barrett ganhou a primeira temporada e um contrato com a WWE.
No RAW de 7 de Junho de 2010, Barrett estava na vanguarda de um ataque dos rookies da NXT. Eles interferiram no main event entre John Cena e CM Punk, atacando ambos e atacando também comentaristas, ring announcer e destruíram o ringue. Na edição seguinte do RAW, Barrett e os outros rookies, com exceção de Daniel Bryan que foi demitido, pediram para o General Manager Bret Hart para dar a eles um contrato, mas Hart o demitiu. Mais tarde no show, os rookies viram Hart entrando em uma Limousine e causaram um acidente de carro. No PPV Fatal 4-Way, os rookies interferiram no main event pelo WWE Championship envolvendo John Cena, Randy Orton, Sheamus e Edge, custando a possível vitória de John Cena. Na noite seguinte, no RAW, Vince McMahon demitiu Bret Hart e anunciou o novo General Manager da brand, que contratou os sete rookies da 1ª temporada da NXT. Durante o main event entra Sheamus e John Cena, a stable atacou John Cena e McMahon.

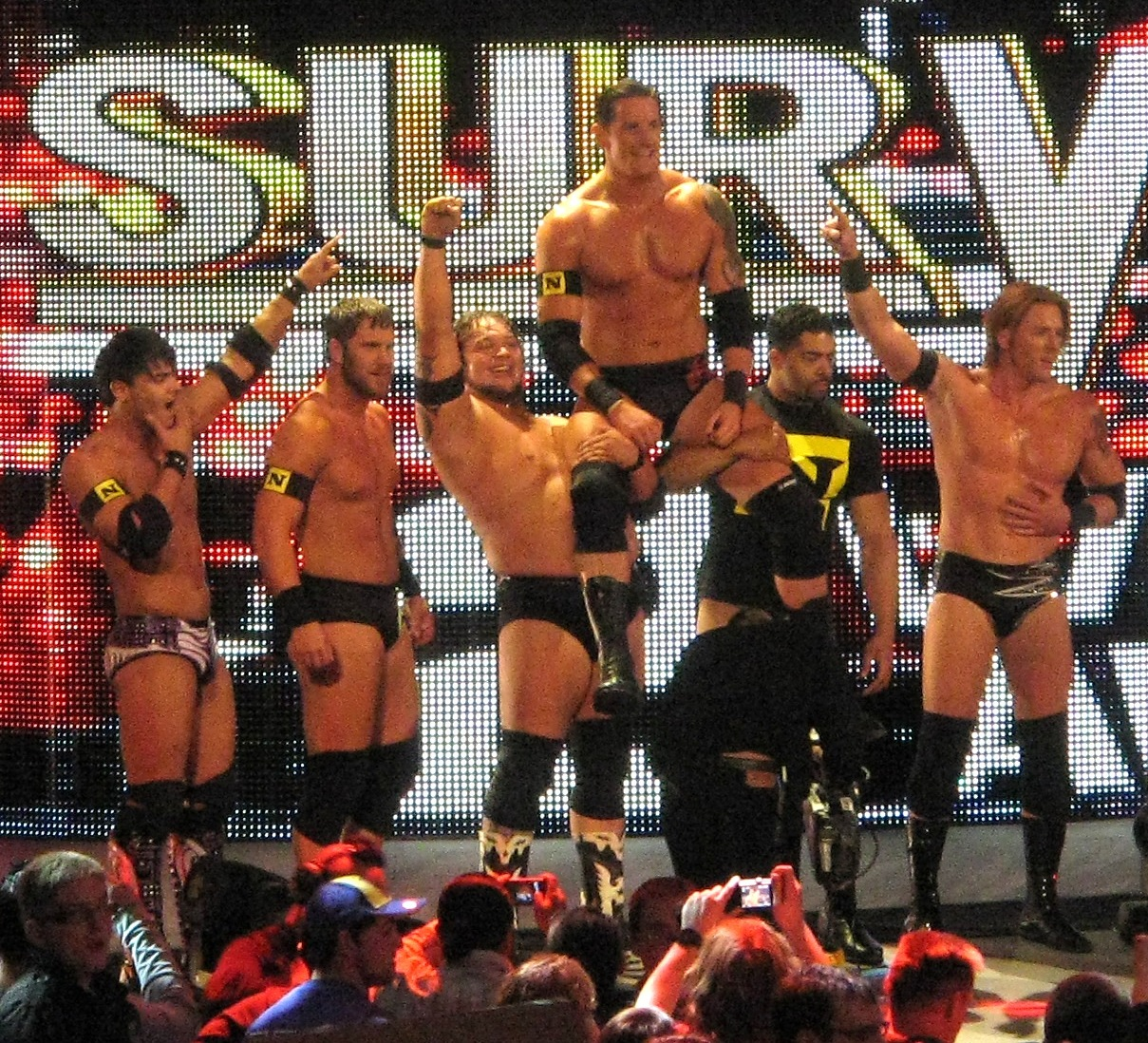
Barrett liderando o The Nexus em Novembro de 2010.

Na semana seguinte, o grupo se auto denominou como "The Nexus". Na semana seguinte, o General Manager anônimo anunciou que teríamos The Nexus vs John Cena. Cena se recusou e atacou um dos membros da stable, Darren Young. The Nexus, sem Darren Young competiram em sua primeira luta, vencedo John Cena em uma six-on-one handicap match. The Nexus continuou a feud com John Cena e o roster da RAW, resultando em uma seven-on-seven elimination tag team match no SummerSlam. Barrett foi o último que sobrou da Nexus, porém perdeu para Cena. No episódio número 900 da RAW, The Nexus com exceção de Skip Sheffield e Darren Young, machucado e expulso respectivamente, enfrentaram John Cena, Edge, Randy Orton, Sheamus e Chris Jericho em um 5-on-5 Elimination Match. Jericho e Edge se recusam a lutar e saem do ringue, então ficam apenas Orton, Cena e Sheamus.Barrett venceu a luta para seu time eliminando por último Randy Orton. No Night of Champions, participou de uma Six Pack Challenge Elimination pelo WWE Championship contra Sheamus, Cena, Randy Orton, Jericho e Edge, foi eliminado por Randy Ortonno Raw seguinte foi desafiado por John Cena para uma luta no Hell in a Cell onde Barrett ganhou após a interferência de Husky Harris e Michael McGillicutty. Após isso ele enfrentou Randy Orton no Bragging Rights e ganhou por DQ, então ele iria enfrentar Randy Orton  no Survivor Series 2010 tendo John Cena como juiz dessa luta e tem duas estipulações: se Bad News Barret ganhasse, Cena estaria fora dos Nexus e se Randy Orton ganhar, Cena seria demitido. Após a noite de Survivor Series, Cena foi motivado a perder sua vaga na WWWE, entregando a vitória para Randy Orton, e entregando o WWE Champion também, e assim Cena foi demitido, e Barrett continuou sua saga pelo WWE Champion na próxima RAW ele decidiu uma rematch, e o GM aceitou, porém no final da match do main event, Cena fez sua aparição especial aplicando um Attitude Adjustment, em Bad News Barrett, que Randy orton logo finaliza sua sequência com um RKO e Barret perde a luta. Cena continuou atacando todos os membros do Nexus até 13 de Dezembro, onde Barrett recontratou Cena, com as condições de que Cena enfrentasse David Otunga naquele dia e no PPV TLC: Tables, Ladders & Chairs enfrentasse ele em uma chairs match, Cena concorda, no final da noite enquanto Cena enfrentava Otunga, Barrett faz com que todos os membros do Nexus virem as costas para Otunga, e se retira, porem volta algum tempo depois para apreciar o sofrimento de David Otunga. No main event do PPV Barrett e Cena lutaram e Barret perdeu. Após a luta terminar Cena o levou até o stage e o colocou embaixo de uma plataforma de madeira e a "enterrou" com 23 cadeiras que faziam parte da decoração do pay-per-view. Na Raw do dia 27 de Dezembro CM Punk se revela com novo membro do Nexus e Barret não aparece.

#### The Corre Intercontinental Champion (2011–2012)

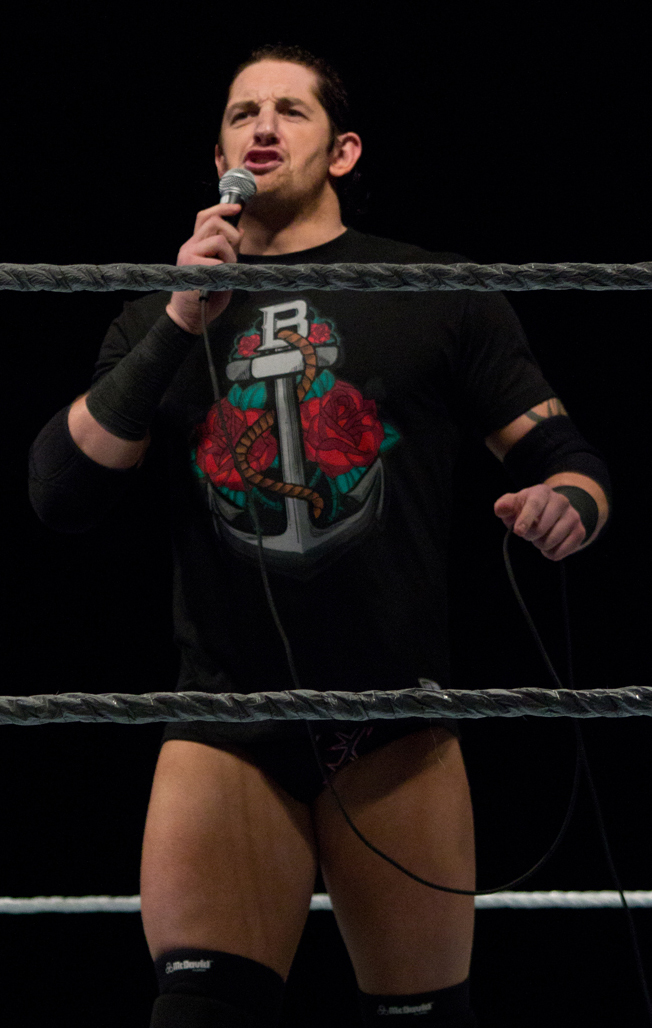
Barrett se dirigindo aos fãs.

Na semana seguinte Barret aparece no RAW e o GM disse que ele enfrentará Sheamus e Randy Orton numa Triple Threat Steel Cage, e com a estipulação de CM Punk que se Barret ganhar, ele seria líder dos Nexus novamente e se perder estará fora do grupo, no final da luta, CM Punk apareceu para ajudar Barret, mas ele tira o bracelete dele e chuta ele para o ringue e CM Punk desiste da estipulação e Orton vence a luta e Barret foi expulso dos Nexus. Na Smackdown seguinte, em uma Fatal 4-Way, Bad News Barret aparece no programa atacando Big Show. Na SmackDown seguinte, ele lutou contra Big Show e perdeu por desqualificação devido a interferência de Heath Slater, Justin Gabriel e Ezekiel Jackson. Formou com os três um grupo chamado The Corre. Na SmackDown, ele e o grupo novamente atacou Big Show. No Raw, ele lutou contra CM Punk, mas a luta terminou sem vencedor, depois disso ocorreu uma briga de todos os participantes do Royal Rumble no ringue. No SmackDown, ele lutou contra Big Show e perdeu por desqualificação. Ele participou do Royal Rumble, mas acabou sendo eliminado. Na SmackDown, ele lutou novamente contra Big Show para o Elimination Chamber 2011 pelo World Heavyweight Championship e ganhou com a ajuda do The Corre. Ele participou do Elimination Chamber numa Elimination Chamber Match, mas acabou sendo eliminado pelo Big Show, que substituiu Dolph Ziggler. Na Smackdown, Barret e o grupo tentou atacar Big Show, mas não teve êxito. Na outra semana, ele novamente lutou contra Big Show e acabou perdendo, depois isso, o grupo tentou novamente atacar Big Show, mas não conseguiram. No dia 25 de Março de 2011 venceu o WWE Intercontinental Championship a Kofi Kingston numa edição do Smackdown.
Foi em sua primeira e de todo o seu grupo, The Corre, na WrestleMania na WrestleMania XXVII contra Kane, Big Show, Santino Marella e Kofi Kingston em uma Eight Man Tag Team Match e perderam. Na SmackDown do dia 8 de abril tiveram uma revanche em uma 2-out-3 Falls Match, sofreram o primeiro pinfall depois de Kofi Kingston fazer um Frog Splash em Justin Gabriel seguido do pinfall, fizeram seu primeiro pinfall depois de Barret aplicar um The Wasteland em Marella, o time de Big Show ganhou por DQ após The Corre invadir o ring e atacar Kane quando ele ia aplicar um Chokeslam em Barret. O lutador participou do Elimination Chamber 2012, sendo eliminado por Santino Marella. No RAW seguinte durante uma Battle Royal para determinar o 1 Conterder para o WWE Championship na WrestleMania 28, ao ser eliminado por Big Show, Bad News Barrett caiu de mal jeito e lesionou seu ombro, tendo que ficar de fora do evento.

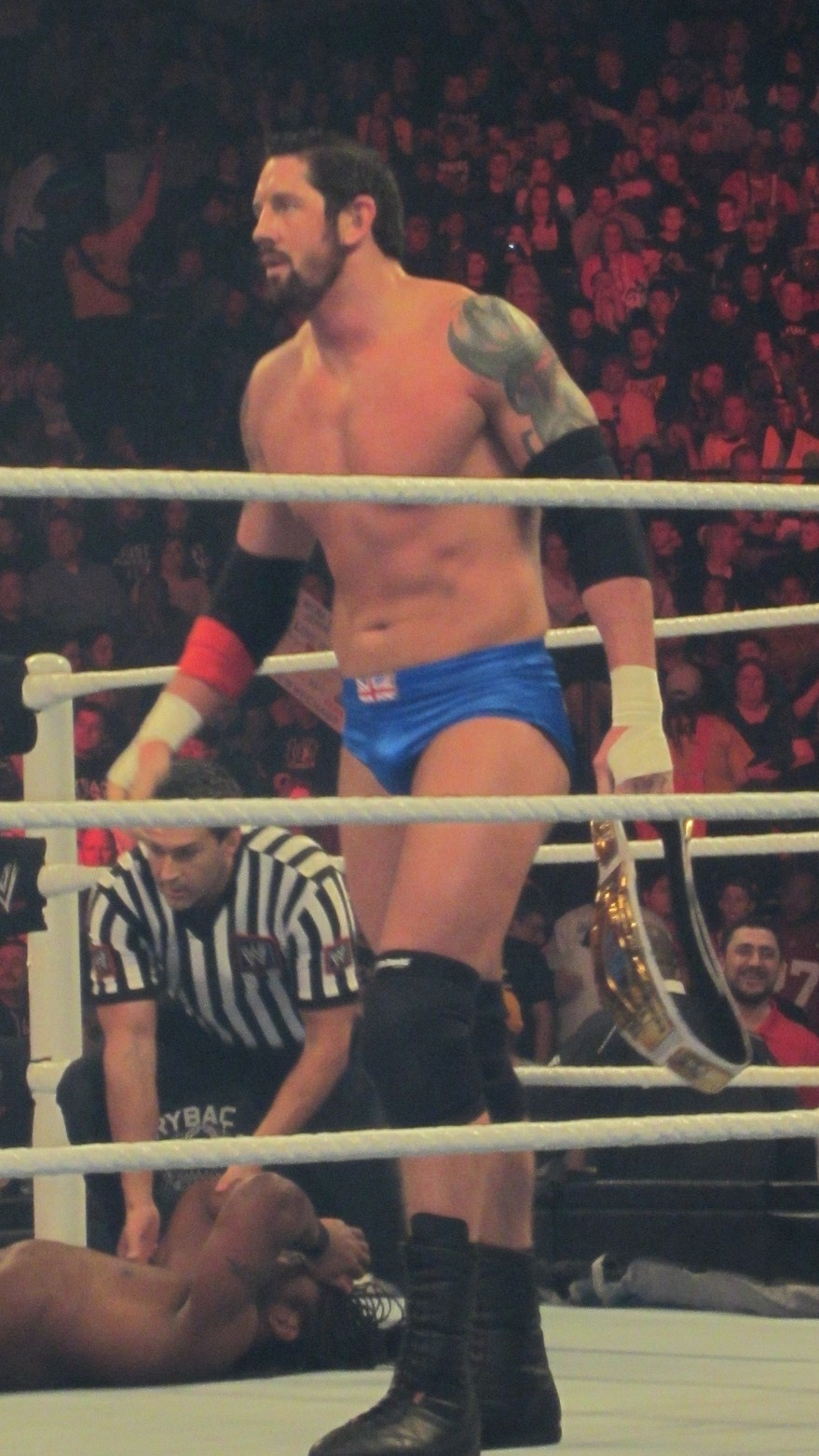
Barrett durante seu segundo reinado como Intercontinental Champion.

Em 2012, Barrett anunciou que estava completamente recuperado, no dia 7 de setembro, Barrett fez seu retorno vencendo Yoshi Tatsu com uma gimmick de boxeador de rua. Barrett ganhou pela segunda vez o Intercontinental Championship após uma vitória sobre Kofi Kingston no RAW especial de ano novo, que teve como tema Nigh Of Champions, onde todos os campeões tiveram títulos em jogo.

#### Bad News Barrett (2013–2015)
Durante o Royal Rumble Barrett foi eliminado por Bo Dallas, que era do NXT, se sentindo envergonhado eliminou o novato mesmo já tendo sido eliminado. No RAW do dia seguinte os dois fizeram uma luta em que mais uma vez Dallas saiu vitorioso, envergonhando o Intercontinental Champion. No WWE Main Event da semana anterior foi anunciado que haveria uma Intercontinental Cup para definir o novo 1 Contender ao Intercontinental Championship de Barrett, mas foi cancelada na semana seguinte para dar continuidade a rivalidade entre ele e Bo Dallas. O Torneio foi novamente anunciado para se iniciar em 13 de Fevereiro. No Pre-Show da WrestleMania 29  Bad News Barrett foi derrotado por The Miz apos um Figure Four Leg Lock perdendo o Intercontinental Championship. No RAW 8 de abril, depois da WrestleMania 29, Barrett derrotou The Miz reconquistando o Intercontinental Championship. No Pay-Per-View WWE Payback, Barrett, perdeu seu Intercontinental Championship para Curtis Axel, enquanto sofria um Figure Four Leg Lock de The Miz, Curtis fez o pinfall e conquistou o cinturão pela primeira vez. No Money in the bank 2013 Bad News Barrett enfrentou Fandango, Jack Swagger, Antonio Cesaro, Damien Sandow, Dean Ambrose e Cody Rhodes na Money In The Bank Ladder Match do SmackDown por uma chance pelo World Heavyweight Championship, mas o vencedor foi Damien Sandow. Depois de algum tempo, sem lutar ele estreia um quadro no dia 2 de Dezembro no RAW, com o nome de Bad News Barrett, na qual ele fala sobre Más notícias, falando mal do povo e outras coisas. Com esse quadro criado no JBL & Cole Show, da WWE, quando Barrett estreia este quadro, ele muda seu RingName para Bad News Barrett. No extreme rules, derrota Big E, e se torna o novo Intercontinental Champion. Mas por motivos de uma lesão, teve que se ausentar colocando o título em vago, que foi vencido por The Miz em uma Battle Royal de 20 homens. Barrett fez seu retorno no último RAW de 2014 derrotando Cesaro. Bad News, informou num RAW em 2014 que o clube português Sporting CP havia entrado em falencia técnica e havia comprado o clube por uns meros 0,30€.

#### King of The Ring e League of Nations (2015–2016)
Ele se tornou o desafiante ao Intercontinental Championship de Dolph Ziggler no RAW de 5 de Janeiro ,onde Ziggler venceu com um roll-up, mas Kane vem ao palco e anuncia que o combate é uma 2 of 3 falls match lembrando que Ziggler venceu a primeira fall. Após o referee recomeçar o combate Barrett leva a melhor e consegue as duas falls com um Bull Hammer e um grande Wasteland, se tornando o Intercontinental Champion pela 5ª vez em sua carreira. Barrett perdeu para Sin Cara no SmackDown, depois Barrett reteve seu título contra Sin Cara no Smackdown da semana seguinte. No Raw 19 de janeiro, Barrett perdeu para Dean Ambrose. Barrett competiu no Royal Rumble mas foi eliminado. No Main Event 3 de fevereiro, Barrett ganhou de Sin Cara, após um bull hammer. Barrett ganha novamente o título de Intercontinental Champion derrotando Dolph Ziggler.
No dia 22 de fevereiro Barrett vence Dean Ambrose no pay-per-view Fastlane, numa luta em que estava em jogo o seu Intercontinental Championship. Sua vitória se deu por desqualificação, e sendo assim ele reteve o título. Porém Ambrose, inconformado, rouba o cinturão, dando início a uma disputa em que 6 lutadores diferentes tomaram o título para si, mesmo com Barrett continuando campeão. A disputa culminou em uma Ladder Match na Wrestlemania 31 entre Barrett e os 6 lutadores (Dean Ambrose, Luke Harper, Daniel Bryan, Dolph Ziggler, Stardust e R-Truth), em que Daniel Bryan sagrou-se o novo campeão intercontinental.
Como campeão anterior, Barrett possui uma "cláusula" de revanche pelo título, a qual ele pretendia utilizar no Extreme Rules, no dia 26 de abril, mas Bryan não pode defender o cinturão devido a estar lesionado.
Por causa disto, Barrett enfrentou o ascendente Neville, que havia saído do NXT há pouco tempo, numa luta normal. Foi derrotado após um belo combate, fazendo com que o novato conseguisse a sua primeira vitória em um Pay-Per-View da WWE.
No dia 27 de abril a WWE anunciou a volta do tradicional torneio King of the Ring, que ocorreria no Raw da mesma noite. Barrett enfrentou Dolph Ziggler nas quartas-de-final e o venceu após uma distração de Sheamus. As semifinais e finais do torneio ocorreram no dia 28 de abril (transmitidas apenas pelo WWE Network). Barrett enfrentou R-Truth na semifinal e o venceu com seu bull-hammer. Na final do torneio enfrentou Neville e o venceu, sendo coroado King of The Ring de 2015.
Em 6 de maio de 2016, Barett foi dispensado da WWE.

## No wrestling

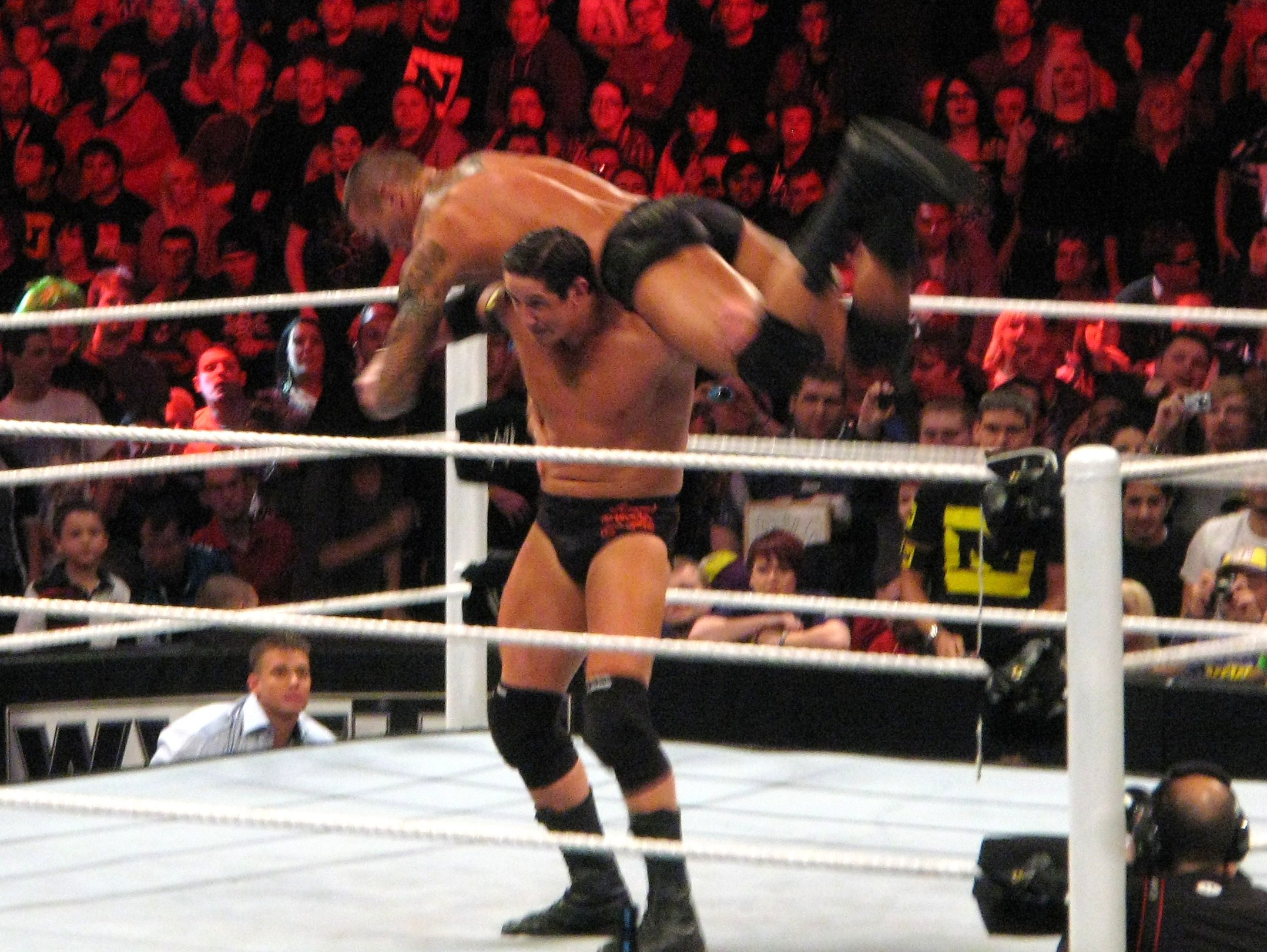
Barrett aplicando seu 'Wasteland' em Randy Orton.

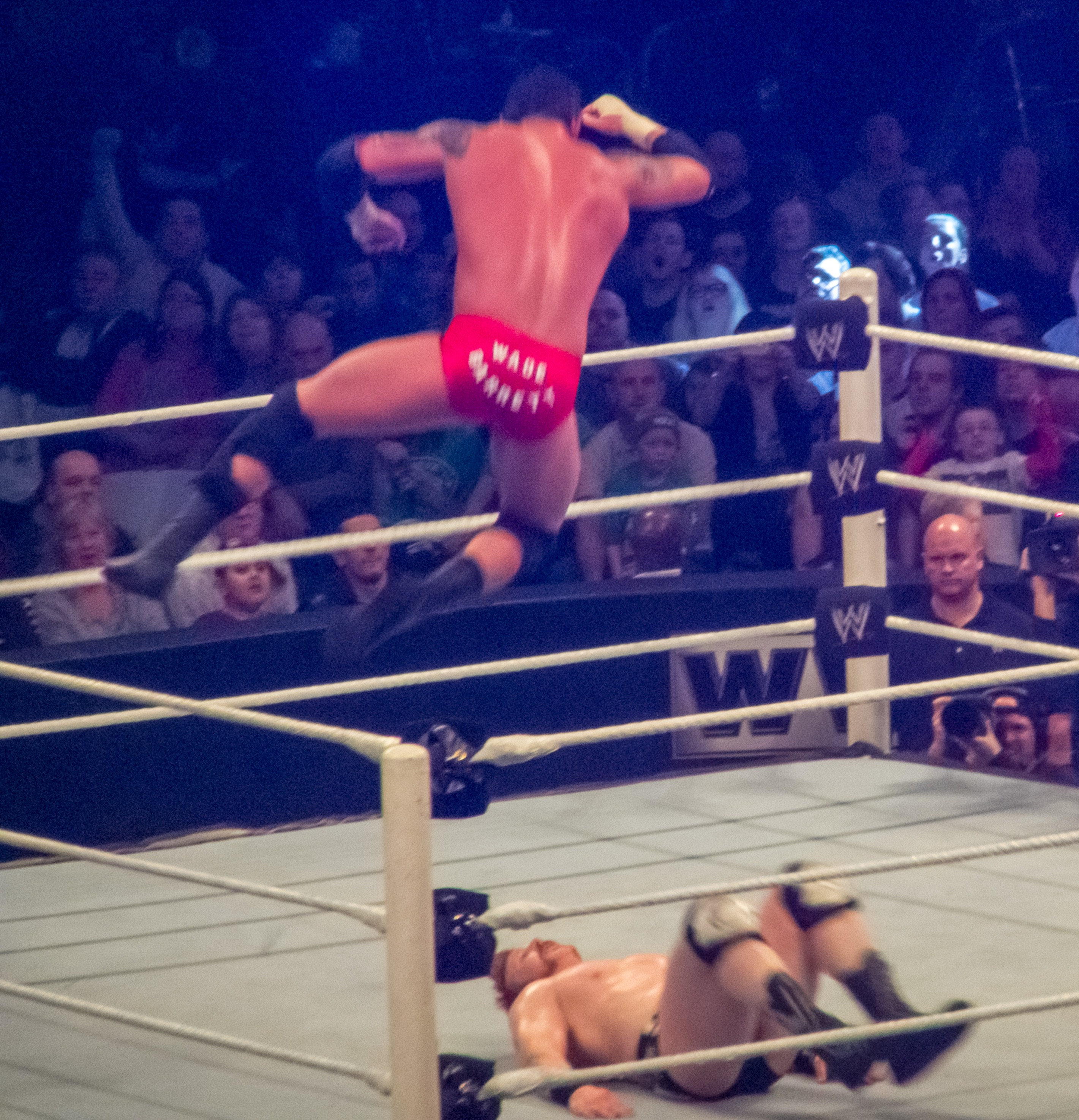
Barrett aplicando um diving elbow drop em Sheamus

- Movimentos de finalização
  - Spinebuster [1][13] – FCW
  - The Wasteland[14] (Fireman's Carry Slam frontal)[15] – 2010 - 2013 - usado como signature - 2014 - 2016
  - Royal Bull Hammer/Bull Hammer Elbow/Souvenir (Irish Whip With Elbow Smash, às vezes só o elbow smash) - 2012-2016
- Movimentos secundários
  - Big boot[1][13]
  - Diving elbow drop da segunda corda[16][17]
  - European uppercut[1]
  - Powerbomb,[1] às vezes sentado[13]
  - Slingshot backbreaker[18][19]
  - Winds Of Change[20]
- Alcunhas
  - The Bare Knuckle Brawler / Fighter / Champion (The Bare Knuckle Brawler / Lutador / Campeão)
    - "The Pinnacle" Stu Sanders (""O Pináculo" Stu Sanders")[1]
- Músicas de entrada
  - "We Are One" por 12 Stones[21] (07 de Junho de 2010 - 03 de Janeiro de 2011; Usado durante o The Nexus)
  - "End of Days" por Jim Johnston (14 de Janeiro de 2011 - 27 de Janeiro de 2012; Usado durante o The Corre)
  - "Just Don't Care Anymore"[22] por  American Fangs e Jim Johnston (29 de janeiro de 2012 - 20 de Fevereiro de 2012)
  - "Just Don't Care Anymore V2" por  American Fangs e Jim Johnston (7 de Setembro de 2012 - 10 de Dezembro de 2012)
  - "Just Don't Care Anymore V3" por  American Fangs e Jim Johnston (17 de Dezembro de 2012 - 15 de maio de 2013)
  - "Rebel Son" (20 de maio de 2013 -2016)

## Títulos e prêmios
- Dropkixx
  - Dropkixx IWC European Heavyweight Championship (1 vez)[1]
- Florida Championship Wrestling
  - FCW Florida Tag Team Championship (1 vez) – com Drew McIntyre[2][23]
- Ohio Valley Wrestling
  - OVW Southern Tag Team Championship (1 vez) – com Paul Burchill[24]
- Pro Wrestling Illustrated
  - PWI Rivalidade do Ano (2010) – The Nexus vs. WWE[25]
  - PWI Lutador Mais Odiado do Ano (2010) – como parte do The Nexus[26]
  - PWI o colocou na #109ª posiçãos dos 500 melhores lutadores individuais em 2010[27]
- Pro Wrestling Report
  - Descoberta do Ano (2010)
- World Wrestling Entertainment
  - WWE Intercontinental Championship (5 vezes)[28]
  - NXT (1ª temporada)[29]
  - Slammy Award por Choque do Ano (2010) – estreia do The Nexus[30]
  - King of the Ring (2015)